# BraveStarr
BraveStarr es una serie animada ambientada en un Viejo Oeste espacial hecha para niños. Sus creadores fueron Donald Kushner y Peter Locke, y sus episodios fueron transmitidos en Estados Unidos desde septiembre de 1987 hasta febrero de 1988. Fue creada simultáneamente con una línea de figuras de acción, similar a cuando hicieron He-Man. Fue la última serie animada de Filmation y Group W Productions en ser emitida antes del cierre de Filmation en 1989. Bravo! (originalmente llamada Quest of the Prairie People), una serie spin-off, estaba en producción junto a Bugzburg cuando el estudio cerró. La serie fue reemitida en Qubo Night Owl desde 2010 hasta 2013 y en Retro Television Network desde 2010 hasta 2015.

## Trasfondo
La idea de BraveStarr empezó con Tex Hex, su principal adversario. Tex Hex fue creado en 1984, durante el desarrollo de los Cazafantasmas de Filmation. Lou Scheimer encontró que este personaje era fascinante por sí mismo, por lo que decidió sacarlo de ese proyecto. Le preguntó a Arthur Nadel, vicepresidente de Asuntos creativos de Filmation, y al director de arte John Grusd para ver si se podía desarrollar una serie animada de ciencia ficción del Viejo Oeste sobre el personaje. Mientras las ideas iban tomando forma, el guionista Bob Forward llegó a ser coautor con Steve Hayes del guion de BraveStarr: The Movie.

## Trama
La serie combina elementos de los géneros del western y la ciencia ficción. Está ambientada en siglo XXIII, en un planeta desértico y multicultural llamado Nuevo Texas.
Como en otras series de Filmation (He-Man y los Amos del Universo, She-Ra: The Princess of the Power, Shazam!, The Secrets of Isis y Los cazafantasmas), una lección moral es siempre contada al final de cada episodio. Un episodio notable fue "El precio", donde un chico compra una droga llamada "spin" que lo vuelve adicto y muere por sobredosis.

## Ambientación
La mayoría de sus episodios tienen lugar en Nuevo Texas, planeta de un sistema planetario que orbita alrededor de 3 soles (rojo, amarillo y azul) y situado a una distancia de 600 pársec (1957 años luz) de la Tierra. La mayor parte de los alimentos y el agua son importados. La mayoría del planeta es desértico, pero hay un área de humedales que es el hogar de los gatorilas. El agua también puede hallarse en plantas similares a los cáctuses, llamadas "Aqua-Pod". Su principal exportación es el kerium: un mineral rojo empleado como combustible y que frecuentemente es la causa de conflictos entre los personajes. En muchos de los episodios, los villanos tratan de robar el kerium.  
Nuevo Texas tiene una población nativa llamada "Gente de la pradera", pequeños humanoides con apariencia de perros de la pradera (Fuzz y Scuzz son miembros de esta especie) que explotan la mayoría de minas de kerium. Ha sido colonizado por un gobierno multiplanetario. 
La cultura de Nuevo Texas es predominantemente humana aunque también hay robots y extraterrestres, con una notable influencia del Viejo Oeste estadounidense. Con la minería del kerium, el planeta también es lugar de la cría de "solacow", que son criaturas con aspecto de ovejas.

### Lugares de interés
Los siguientes se encuentran en Nuevo Texas:
- Fuerte Kerium - Un pueblo mecanizado que puede fortificarse a sí mismo; base de operaciones de BraveStarr.
- Pico Estrella - La montaña donde vive Shaman, ocultando la nave espacial en la que llegó a Nuevo Texas, situada encima de un yacimiento de kerium.
- Cañón de piedra - Un gran cañón con varias minas de kerium. También es el escenario de algunos crímenes.
- Valle pacífico - Un gran terreno agrícola.
- El Hexágono - Fortaleza de la mayoría de villanos.
- Tierras malas - El inhóspito territorio que rodea al Hexágono.

Dos episodios están ambientados en la Tierra, donde la ciudad de Londres se parece a una Inglaterra victoriana modernizada, con un Sherlock Holmes que viaja en el tiempo. 

### Humanos y especies extraterrestres
- Avianoides - El criminal bicéfalo Two Face es de una especie avianoide, con la mitad de su cuerpo mejorado a través de reemplazos cibernéticos (por motivos desconocidos), haciéndolo un cíborg. Otro avianoide es el 'Embajador Cygnian', que se parece a un avestruz.
- Broncosaurios - Una civilización de bóvidos gigantes, de la cual Estampida es su último representante vivo.
- Dingos (también llamados Coyotoides) - Coyotes antropomorfos que frecuentemente aparecen como villanos menores, a pesar de tener un estilo de vida pacífico.
- Ecuestroides - Equinos cíborg capaces de asumir atributos humanos (especialmente posición erguida y manos prénsiles) a voluntad. Treinta-Treinta es el único sobreviviente de su colonia.
- Fuufta - Criaturas pacifistas parecidas a ovejas, que son frecuentemente atacadas por civilizaciones enemigas.
- Gatorilas - Felinos gigantes que habitan cerca de los únicos humedales de Nuevo Texas.
- Gente de la pradera - Criaturas antropomorfas parecidas a perros de la pradera y nativos de Nuevo Texas, que se dedican a la minería y la construcción y operación de máquinas.
- Humanos - Abarcan diversas etnias, como los indígenas norteamericanos BraveStarr y Shaman, y el británico Sherlock Holmes.
- Krang - Felinos antropomorfos; son guerreros, por lo que se oponen a BraveStarr y sus ideales.
- Morsa de las arenas - El villano Sandstorm pertenece a esta especie humanoide con piel roja, además de tener algunos poderes especiales.
- Porcinoides - El villano Hawgtie es de una especie porcinoide.
- Reptiloides - La villana Vipra y el minero Diamondback pertenecen a esta especie.
- Rigelianos - El cantinero Handlebar pertenece a esta especie de humanoides con piel verde, pelo naranja brillante y fuerza sobrehumana. El Dr. Wt'sn también es de esta especie.
- Solacow - Una especie de ganado que se parece a ovejas, cuya crianza es una de las pocas grandes industrias sin relación con la minería en Nuevo Texas; los conflictos entre rancheros de solacow y mineros de kerium son usuales, a veces terminando en peleas mano a mano.

## Personajes

### Héroes
- Marshall Bravestarr (voz original de Pat Fraley): Fue el primer nativo norteamericano que protagonizó un dibujo animado. Él puede invocar a los espíritus de los animales, que son los siguientes:
  - Vista de halcón: Le permite ver a grandes distancias.
  - Oído de lobo: Le permite oír lo que otros no oyen.
  - Fuerza de oso: Le proporciona super fuerza.
  - Agilidad de puma: Le proporciona super velocidad.

Además de sus poderes animales, él porta equipos electrónicos tales como un visor computarizado y una radio. También porta una pistola láser y un fusil láser, mientras que la placa de su camisa proyecta un escudo de energía en caso de emergencia. Aunque es llamado "Protector de la paz" y "Campeón de la justicia", usualmente actúa como lo describe el primer título, prefiriendo servir como mediador de cualquier conflicto. Frecuentemente busca una solución pacífica a cualquier problema, excepto cuando se enfrenta a los villanos de la serie.
La vestimenta de este personaje tiene un toque típico, como la de los vaqueros del Estado de Texas en los Estados Unidos y el norte de México.
- Treinta-Treinta (voz original de Ed Gilbert): Es el ecuestroide parlante de Bravestarr y asistente de alguacil principal, que puede transformarse de cuadrúpedo a bípedo. Porta un trabuco láser de palanca, al que cariñosamente llama "Sara Juana". Es más belicoso que BraveStarr y frecuentemente prefiere luchar antes que negociar. Es el último sobreviviente de una antigua civilización llamada ecuestroides. Además es tan fuerte como Bravestarr cuando usa la fuerza de oso.
- Juez J. Bella McBride (voz original de Susan Blu): Es la juez del pueblo, aliada y consejera de BraveStarr, al que le tiene un afecto especial. Usa un mazo de alta tecnología que paraliza, el cual le fue obsequiado por la gente de la pradera. En la película BraveStarr: La Leyenda, ella y BraveStarr se besan, algo nunca antes visto en un dibujo animado.
- Shaman (voz original de Ed Gilbert): Un indígena norteamericano que puede teletransportarse, viajar en el tiempo, mover objetos con la mente y ver más allá de lo evidente. Es el maestro y padre adoptivo de BraveStarr, a quien aconseja y advierte de los peligros a través de la telepatía. En raras ocasiones muestra su poderosa magia. Durante el especial de Navidad, hace el papel de los 3 espíritus de la Navidad.

### Secundarios
- Alcalde Derringer (voz original de Pat Fraley): El alcalde de Fuerte Kerium, que en ocasiones ayuda a BraveStarr. Aunque rara vez la utiliza, porta una pistola aturdidora para defenderse.
- Angus McBride (voz original de Ed Gilbert): El padre de la juez J. Bella McBride. Es un ex buscador de kerium, que dirige el periódico de Fuerte Kerium.
- Billy-Bob (voz original de Ed Gilbert): Un buscador de kerium.
- Comandante Karen Kane (voz original de Susan Blu): Una ex Marine Estelar que se retiró después de casarse con Angus McBride. Es la madrastra de J. Bella McBride. En la versión original de la serie, ella tiene un acento escocés al igual que Angus.
- Deputy Fuzz (voz original de Charlie Adler): Miembro de la gente de la pradera. BraveStarr lo llama cariñosamente "pequeño compañero". Fuzz es el personaje cómico de la serie, pero también juega papeles más serios en caso de necesidad. Fue el primero de la gente de la pradera que se amistó con los humanos.
- Diamondback (voz original de Alan Oppenheimer): Un reptiloide buscador de kerium, que junto a su socio Billy-Bob son propietarios del yacimiento de kerium ubicado debajo del Pico Estrella.
- Doc Clayton (voz original de Lou Scheimer): El doctor del pueblo, que frecuentemente apoya a BraveStarr.
- Handlebar (voz original de Alan Oppenheimer): Un alto cantinero de piel verde y expirata espacial del sistema estelar Rigel, con bigote naranja brillante. Él principalmente les sirve a Bravestarr y Treinta-Treinta una bebida llamada "agua dulce" en su bar, se sientan y discuten la lección moral aprendida en cada episodio. En algunas ocasiones actúa como alguacil de reserva. Pesa 14 toneladas. Tuvo una buena pelea contra el toro cíborg Furia y le ganó, pasando a ser su mascota. Cuando enfrenta problemas en su bar, usa platos de metal como armas (su figura de acción los traía). En la versión original de la serie, habla con un acento de Brooklyn.
- John Brazo Largo: Un alguacil con una sofisticada prótesis de brazo.
- Molly (voz original de Susan Blu): Mensajera que conduce la "Estrato-diligencia", una diligencia mecanizada que viaja flotando sobre la tierra. A veces, Molly viaja con un guardia para repeler a los enemigos. También puede pilotear naves espaciales.
- Niño salvaje (voz original de Erika Scheimer): Se adentró en el desierto cuando era un bebé y fue adoptado por los dingos. Creció entre ellos hasta que conoció a BraveStarr y a la juez J. Bella McBride.
- Zarko (voz original de Charlie Adler en "El pequeño salvaje" y de Ed Gilbert en "Llamado salvaje"): El último representante vivo de los Antiguos, que cazaba a cualquiera que ingresaba a la Ciudad Perdida. Después de ayudar a salvar a Niño salvaje, Zarko renunció a la caza de personas y adoptó a Niño salvaje.

### Villanos
- Estampida (voz original de Alan Oppenheimer): Principal villano y líder de los delincuentes que viven en el Hexágono. Es un monstruoso broncosaurio parcialmente esquelético, siendo el último representante de su especie. Rara vez presenta batalla directamente, pero en general está detrás de los planes llevados a cabo por sus subordinados. Es el causante de la desaparición de la civilización de Shaman y BraveStarr, siendo archienemigo del primero.
- Pandilla Carroña: Una banda de delincuentes que reside en el Hexágono, situado en las Tierras malas.
  - Tex Hex (voz original de Charlie Adler): Enemigo, rival y contraparte de BraveStarr, es un viejo de piel color azul lavanda y líder de la Pandilla Carroña. Es el principal socio de Estampida. Originalmente se llamaba Tex y era un ambicioso buscador de kerium que fue socio de Angus McBride en la explotación de una mina por un breve tiempo. Se estrelló con su nave sobrecargada de kerium cuando trataba de salir de Nuevo Texas rumbo a su hogar, siendo revivido por Estampida, el cual le otorgó poderes mágicos tales como el poder para derribar montañas, transformación, e invocación de criaturas llamadas "viboras de fuego". En la película animada, se le atribuye el descubrimiento del kerium en Nuevo Texas.
  - Outlaw Skuzz (voz original de Alan Oppenheimer): Esbirro de Tex Hex que fuma puros y primo del Deputy Fuzzy; aparentemente es el único miembro de la gente de la pradera que se dedica al crimen. Al final de un episodio, él cuenta la lección moral y dice que le gusta ser un delincuente, pero que no le gusta fumar y advierte a los televidentes que no sigan su ejemplo.
  - Cactus Head (voz original de Pat Fraley): Un robot de baja estatura, con una gorra en forma de cactus y equipado con dos cañones de energía. Con frecuencia es el personaje cómico y es utilizado como espía.
  - Sandstorm (voz original de Ed Gilbert): Una creatura de piel roja parecida a una serpiente, que puede exhalar gigantescas nubes de arena. Su especie es llamada a veces "morsa de las arenas" y es nativa de Nuevo Texas. También puede usar su arena para adormecer personas o crear monstruos de arena.
  - Thunderstick (voz original de Pat Fraley): Un robot que dispara electricidad desde un cañón montado en su brazo derecho y tartamudea. Thunderstick era el nombre que los indígenas norteamericanos daban a los fusiles y carabinas en el siglo XIX.
  - Vipra (voz original de Susan Blu): Una villana reptiloide con la habilidad de hipnotizar personas. Es la asistente de Tex Hex, pero envidia su alto rango entre los villanos.
- Billy The Droid: Un robot púrpura con la habilidad de lanzar rayos de energía desde sus manos y un brazo de agarre que sale de su pecho.
- Dealer: Un dingo narcotraficante que vendía una droga llamada "spin", la cual mató por sobredosis a un muchacho llamado Jay Olman. Después que su plan fue desbaratado, BraveStarr lo arrestó.
- Pandilla de los buguis de duna: Banda de delincuentes que reside en las Tierras malas y asalta a los viajeros.
  - Ryder (voz original de Alan Oppenheimer): Un humano cíborg que lidera la pandilla.
  - Slither (voz original de Charlie Adler): Un reptiloide.
  - "Dos Caras" Dingo Dan (voz original de Ed Gilbert): Uno de los dingos de la banda de Tex Hex, que en la versión original de la serie habla con un notorio acento australiano. Dan tiene la habilidad de tomar apariencia humana, pero siempre se le olvida cambiar su extravagante sombrero.
- Hawgtie (voz original de Lou Scheimer): Un cerdo humanoide vestido con un uniforme del Ejército de la Unión. Parecía ser fuerte y utiliza boleadoras para capturar o atar a sus víctimas.
- Jingles Morgan: Un exprofesor de BraveStarr, que se volvió delincuente.
- Jinetes Saltarines: Un grupo de dingos que van montados sobre saltarines, grandes reptiles bípedos que se mueven como canguros.
  - Goldtooth: Un dingo con sobrepeso que generalmente dirige a los otros dingos en la batalla.
  - Barker (voz original de Lou Scheimer): Un pequeño dingo.
  - Howler (voz original de Lou Scheimer): Otro dingo de la pandilla de Tex Hex. Al igual de Dingo Dan, él también puede tomar apariencia humana.
- Krang: Felinos humanoides que visten armaduras verdes y en la versión original de la serie hablan con acento alemán; enemigos periódicos.
- Queen Singlish: Una mujer que gobierna toda una isla que flota por el espacio. Ella constantemente desea tener esclavos para que la sirvan. Fue derrotada por la gente de la pradera.
- Two-Face: Un cíborg avianoide con dos cabezas, una normal y otra robótica.

## Figuras de acción y otros productos
En 1986, un año antes del estreno de la serie televisiva, Mattel lanzó una serie de figuras de acción basadas en los personajes de esta. Las figuras de acción eran grandes para la época, con una altura de casi 20,32 cm (8 pulgadas) de alto y venían dentro de una caja con ventana cuya decoración era similar a la de los contemporáneos "Amos del Universo". Cada figura tenía una característica única y traía una o más pepitas de kerium. Las figuras del Marshall Bravestarr y de Tex Hex traían una mochila con láser de fuego que emitía rayos de luz infrarroja y tenía efectos de sonido "de la era espacial". Estas mochilas también se vendían por separado; de color azul para los héroes y de color negro para los villanos. Otras figuras disponibles eran las de Handlebar, Sandstorm, Treinta-Treinta, Skuzz, Fuzz, Coronel Borobot y Thunderstick. La pistola Neutra-Laser (que empleaba tecnología de infrarrojos) y la maqueta de Fuerte Kerium también estuvieron disponibles en jugueterías. Se diseñó una segunda serie de figuras de acción, pero nunca fue producida. Esta incluía a Dingo Dan, la Juez J. Bella, John Brazo Largo y el vehículo Starr Hawk.
Se lanzaron al mercado diversas mercancías de BraveStarr, inclusive un juego Colorforms, discos de diapositivas View-Master, cuento Ladybird, funda de almohada, álbum de cromos, pistola de agua y otras. Una serie de historietas, BraveStarr in 3-D, empezó a publicarse en enero de 1987 por Blackthorne Publishing.  

## Videojuego
En 1987 se lanzó un videojuego llamado BraveStarr para Commodore 64, Amstrad CPC y ZX Spectrum. Era un Matamarcianos de avance lateral.  

## En VHS y DVD
BraveStarr estuvo disponible en VHS, en compilaciones tales como Filmation All-Star Theatre y Sampler Collection. Episodios individuales de la serie estaban disponibles en este formato de video en una fecha tan tardía como 1989.
BCI Eclipse Entertainment (bajo su marca Ink & Paint classic animation entretaiment, licenciada por Entertainment Rights) lanzó la serie completa en DVD para la Región 1 por primera vez entre 2007 y 2008. Cada episodio del DVD de BCI Ink & Paint estaba completo, remasterizado digitalmente y totalmente restaurado para una óptima calidad de audio y video, así como en el orden de emisión original y respetando la continuidad de la serie. La serie estuvo disponible en dos DVD, el primero de ellos teniendo varios contenidos adicionales. En 2009 se descontinuó la distribución de estos DVD y ya no están disponibles, porque la BCI Eclipse quebró.
El 10 de diciembre de 2010, Mill Creek Entertainment anunció que había comprado a Classic Media los derechos de distribución de la serie en DVD para América del Norte. Ellos distribuyeron la serie completa en DVD individuales, así como en dos DVD que fueron lanzados el 10 de mayo de 2011.
En abril de 2017, algunos episodios estaban disponibles de forma gratuita como VBD en el canal de Youtube confirmado Bravestarr Official.
| Nombre del DVD               | Número de episodios | Fecha de lanzamiento |
| ---------------------------- | ------------------- | -------------------- |
| BraveStarr – Volume One      | 20                  | 10 de mayo de 2011   |
| BraveStarr – Volume Two      | 20                  | 10 de mayo de 2011   |
| BraveStarr – Volume Three    | 25                  | No se lanzó          |
| BraveStarr – Complete Series | 65                  | 10 de mayo de 2011   |

## Inicio de la serie
Voz del Narrador
En una era distante y muy lejos de aquí,
el planeta Nuevo Texas se encontraba en problemas.
Los habitantes del lugar estaban oprimidos por seres malvados
que les robaban el kerium,
el mineral más valioso del universo.
Hasta que un día, un hombre dotado con vista de halcón,
fuerza de oso,
agilidad de puma,
y oído de lobo,
llegó para acabar con la terrible opresión.
Este campeón de la justicia se llama Bravestarr

## Transmisión
Se transmitió en Perú por el canal RBC Televisión entre 1989 y 1990.
Se transmitió en Guatemala por el Canal 3 entre 1990 y 1991.
Se transmitió en España en canales autonómicos entre 1989 y 1990.
Se transmitió en Bolivia por la red televisiva de ATB desde 1989.
Se transmitió por el canal Boomerang durante los meses de septiembre y octubre de 2006.
Se transmite por el canal Tooncast desde el mes de junio de 2010 hasta principios de 2012.
Se transmitió en Venezuela por el canal Venevisión entre las décadas de 1980 y 1990.
Se transmitió en México por el XHGC Canal 5 entre 1989 y 1991

## Episodios
- CP = Código de producción

| N.º | Título original                               | Título en español                             | Fecha de emisión         | CP  |
| --- | --------------------------------------------- | --------------------------------------------- | ------------------------ | --- |
| 1   | "The Disappearance of Thirty-Thirty"          | La desaparición de Treinta-Treinta            | 14 de septiembre de 1987 | 053 |
| 2   | "Fallen Idol"                                 | El ídolo caído                                | 15 de septiembre de 1987 | 037 |
| 3   | "The Taking of Thistledown 123"               | El secuestro de Thistledown 123               | 16 de septiembre de 1987 | 007 |
| 4   | "Skuzz and Fuzz"                              | Skuzz y Fuzz                                  | 17 de septiembre de 1987 | 021 |
| 5   | "A Day in the Life of a New Texas Judge"      | Un día en la vida de un juez de Nuevo Texas   | 18 de septiembre de 1987 | 048 |
| 6   | "Rampage"                                     | El alboroto                                   | 21 de septiembre de 1987 | 041 |
| 7   | "To Walk a Mile"                              | Caminar una milla                             | 22 de septiembre de 1987 | 020 |
| 8   | "Big Thirty and Little Wimble"                | El gran Treinta-Treinta y el pequeño Wimble   | 23 de septiembre de 1987 | 038 |
| 9   | "BraveStarr and the Law"                      | Bravestarr y la Ley                           | 24 de septiembre de 1987 | 010 |
| 10  | "Kerium Fever"                                | Fiebre de kerium                              | 25 de septiembre de 1987 | 006 |
| 11  | "Memories"                                    | Recuerdos                                     | 28 de septiembre de 1987 | 039 |
| 12  | "Eyewitness"                                  | El testigo                                    | 29 de septiembre de 1987 | 014 |
| 13  | "The Vigilantes"                              | Los vigilantes                                | 30 de septiembre de 1987 | 023 |
| 14  | "Wild Child"                                  | El pequeño salvaje                            | 1 de octubre de 1987     | 027 |
| 15  | "Hail, Hail, the Gang's All Here"             | Toda la pandilla está aquí                    | 2 de octubre de 1987     | 018 |
| 16  | "Eye of the Beholder"                         | La bondad de los malos                        | 5 de octubre de 1987     | 011 |
| 17  | "The Wrong Hands"                             | Las manos equivocadas                         | 6 de octubre de 1987     | 025 |
| 18  | "An Older Hand"                               | El mago                                       | 7 de octubre de 1987     | 030 |
| 19  | "Showdown at Sawtooth"                        | La liberación en Diente de Sierra             | 8 de octubre de 1987     | 009 |
| 20  | "Unsung Hero"                                 | El héroe                                      | 12 de octubre de 1987    | 029 |
| 21  | "Lost Mountain"                               | La montaña perdida                            | 13 de octubre de 1987    | 034 |
| 22  | "Trouble Wears a Badge"                       | El problema usa una placa                     | 15 de octubre de 1987    | 043 |
| 23  | "Who Am I?"                                   | ¿Quién soy yo?                                | 16 de octubre de 1987    | 022 |
| 24  | "BraveStarr and the Treaty"                   | Bravestarr y el pacto                         | 20 de octubre de 1987    | 033 |
| 25  | "Thoren the Slavemaster"                      | El poseedor de esclavos                       | 21 de octubre de 1987    | 019 |
| 26  | "The Price"                                   | El precio                                     | 22 de octubre de 1987    | 049 |
| 27  | "Revolt of the Prairie People"                | La rebelión de la gente de la pradera         | 23 de octubre de 1987    | 047 |
| 28  | "Hostage"                                     | El rehén                                      | 26 de octubre de 1987    | 031 |
| 29  | "Tunnel of Terror"                            | El túnel del horror                           | 27 de octubre de 1987    | 042 |
| 30  | "The Good, the Bad, and the Clumsy"           | El Bueno, el Malo y el Tonto                  | 28 de octubre de 1987    | 026 |
| 31  | "Balance of Power"                            | La balanza del poder                          | 29 de octubre de 1987    | 052 |
| 32  | "Call to Arms"                                | Llamada a filas                               | 30 de octubre de 1987    | 051 |
| 33  | "BraveStarr and the Three Suns"               | Bravestarr y los tres soles                   | 2 de noviembre de 1987   | 044 |
| 34  | "The Witnesses"                               | Los testigos                                  | 3 de noviembre de 1987   | 024 |
| 35  | "Handlebar and Rampage"                       | El Cantinero y Furia                          | 4 de noviembre de 1987   | 035 |
| 36  | "Runaway Planet"                              | Un planeta fuera de órbita                    | 5 de noviembre de 1987   | 032 |
| 37  | "The Bounty Hunter"                           | El cazador generoso                           | 6 de noviembre de 1987   | 060 |
| 38  | "Buddy"                                       | Buddy                                         | 9 de noviembre de 1987   | 040 |
| 39  | "The Day the Town Was Taken"                  | El día en que se apoderaron del pueblo        | 10 de noviembre de 1987  | 059 |
| 40  | "BraveStarr and the Medallion"                | Bravestarr y el medallón                      | 11 de noviembre de 1987  | 015 |
| 41  | "Legend of a Pretty Lady"                     | Leyenda de una linda mujer                    | 12 de noviembre de 1987  | 062 |
| 42  | "Sunrise, Sunset"                             | Amanece y atardece                            | 13 de noviembre de 1987  | 061 |
| 43  | "Call of the Wild"                            | Llamado salvaje                               | 16 de noviembre de 1987  | 057 |
| 44  | "Tex But No Hex"                              | Tex sin el Hex                                | 17 de noviembre de 1987  | 050 |
| 45  | "Space Zoo"                                   | Zoológico en el espacio                       | 18 de noviembre de 1987  | 004 |
| 46  | "Tex's Terrible Night"                        | El sueño infernal de Tex                      | 14 de diciembre de 1987  | 046 |
| 47  | "Running Wild"                                | Volviéndose salvaje                           | 29 de enero de 1988      | 045 |
| 48  | "Thirty-Thirty Goes Camping"                  | Treinta-Treinta va de campamento              | 1 de febrero de 1988     | 058 |
| 49  | "The Haunted Shield"                          | El escudo embrujado                           | 2 de febrero de 1988     | 036 |
| 50  | "Ship of No Return"                           | La nave embrujada                             | 3 de febrero de 1988     | 056 |
| 51  | "Little Lie That Grew"                        | La pequeña mentira que creció                 | 4 de febrero de 1988     | 065 |
| 52  | "Brothers in Crime"                           | Hermanos en el crimen                         | 5 de febrero de 1988     | 054 |
| 53  | "Sherlock Holmes in the 23rd Century: Part 1" | Sherlock Holmes en el siglo 23, primera parte | 8 de febrero de 1988     | 016 |
| 54  | "Sherlock Holmes in the 23rd Century: Part 2" | Sherlock Holmes en el siglo 23, segunda parte | 9 de febrero de 1988     | 017 |
| 55  | "New Texas Blues"                             | El blues de Nuevo Texas                       | 10 de febrero de 1988    | 001 |
| 56  | "Jeremiah and the Prairie People"             | Jeremías y la gente de la pradera             | 11 de febrero de 1988    | 028 |
| 57  | "The Ballad of Sara Jane"                     | La balada de Sara Juana                       | 12 de febrero de 1988    | 013 |
| 58  | "Brother's Keeper"                            | Guardián de su hermano                        | 15 de febrero de 1988    | 005 |
| 59  | "BraveStarr and the Empress"                  | Bravestarr y la Emperatriz                    | 16 de febrero de 1988    | 063 |
| 60  | "Night of the Bronco-Tank"                    | La noche del Bronco-Tanque                    | 17 de febrero de 1988    | 002 |
| 61  | "Nomad Is an Island"                          | La isla Nomad                                 | 18 de febrero de 1988    | 012 |
| 62  | "The Blockade"                                | El bloqueo                                    | 19 de febrero de 1988    | 064 |
| 63  | "No Drums, No Trumpets"                       | Sin trompetas ni tambores                     | 22 de febrero de 1988    | 008 |
| 64  | "Shake Hands with Long Arm John"              | Estrecha las manos con John Brazo Largo       | 23 de febrero de 1988    | 055 |
| 65  | "Strength of the Bear"                        | Fuerza de oso                                 | 24 de febrero de 1988    | 003 |